# フォート・マクラウド
フォート・マクラウド（英: Fort Macleod）は、カナダのアルバータ州南部、ウィロークリーク郡の町。もともと町名はマクラウド（Macleod）だったが、1952年に改称された。

## 歴史
1874年10月18日に、この地に王立カナダ騎馬警察（RCMP）の前身となった北西騎馬警察隊（NWMP）の砦が設置された。フォート・マクラウドの兵舎の周囲に町が形成され、騎馬警察隊の第二の拠点として成長した。砦はもともとオールドマン川沿いの半島部に設置されたが、1884年に現在の場所へ移設された。砦は現在、博物館になっている。

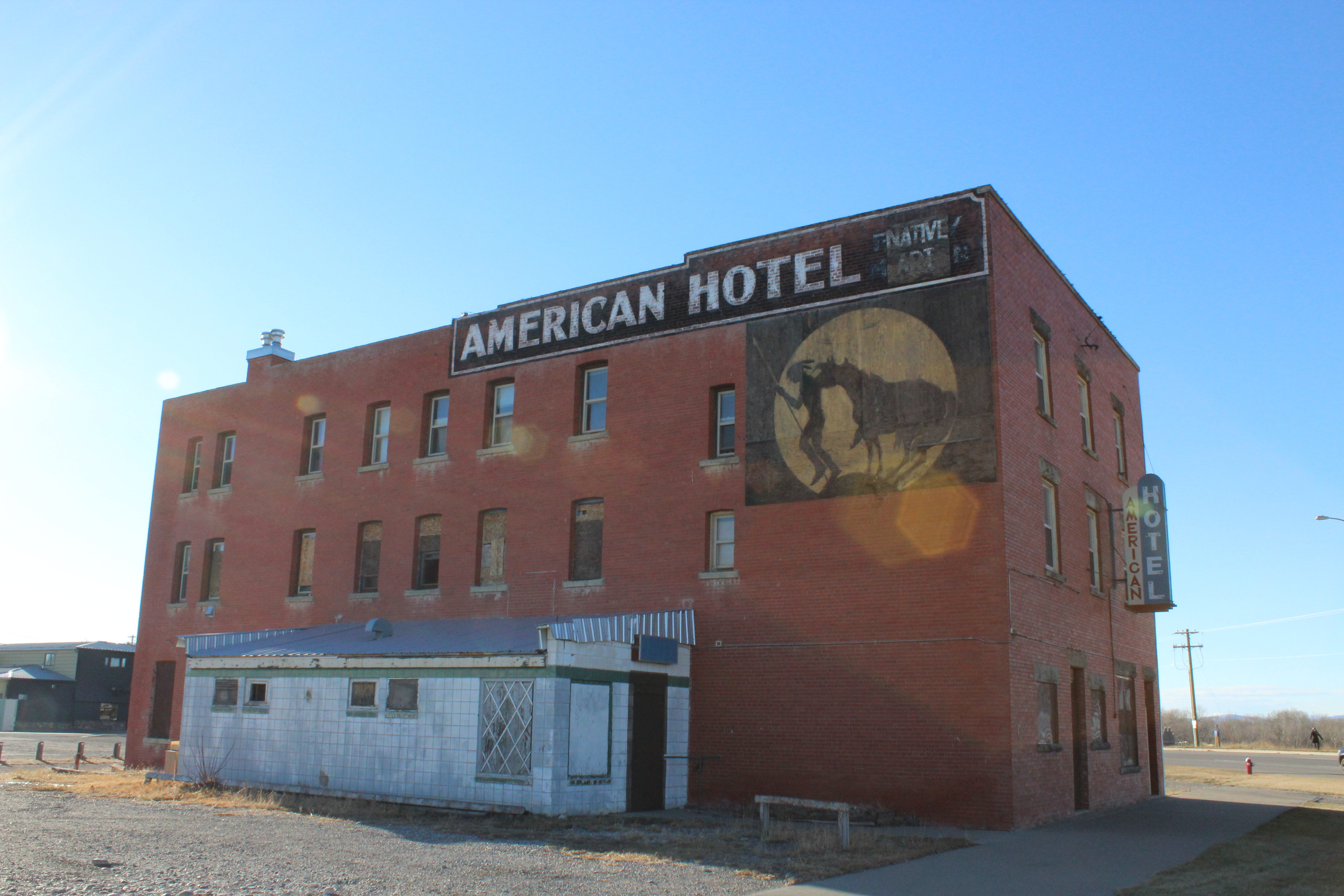
歴史的建築の一つ「アメリカン・ホテル」

農業が発展し、カナダ太平洋鉄道も敷設され、マクラウドの町も急速に発展した。1906年の大火以降は木造建築がレンガや石造りに建て替えられた。1912年にカナダ太平洋鉄道が分岐点をレスブリッジに移したため、一挙に経済が停滞し、町も1924年に破綻。1970年代まで、町の経済が停滞していたため風景はほぼ20世紀初頭のまま残された。
1982年にアルバータ州初の「歴史地区」に指定され、カナダ歴史遺産財団（Heritage Canada Foundation）が古いものでは1878年建築も含む砂岩とレンガ造りの建築の集まるメインストリートの保存計画を開始した。

## 映画
歴史的な建築の残ったフォート・マクラウドでは映画の撮影に使用されることが多い。主なものでは、2005年公開のブロークバック・マウンテン、2014年のインターステラー、2021年のゴーストバスターズ/アフターライフ、2023年のテレビドラマTHE LAST OF USなどがある。

## 交通
- フォート・マクラウド空港：第二次世界大戦中のイギリス連邦航空訓練計画（British Commonwealth Air Training Plan）の訓練基地が王立カナダ空軍マクラウド基地におかれており、その地を元にした空港である。